# Münsterschwarzacher Psalter

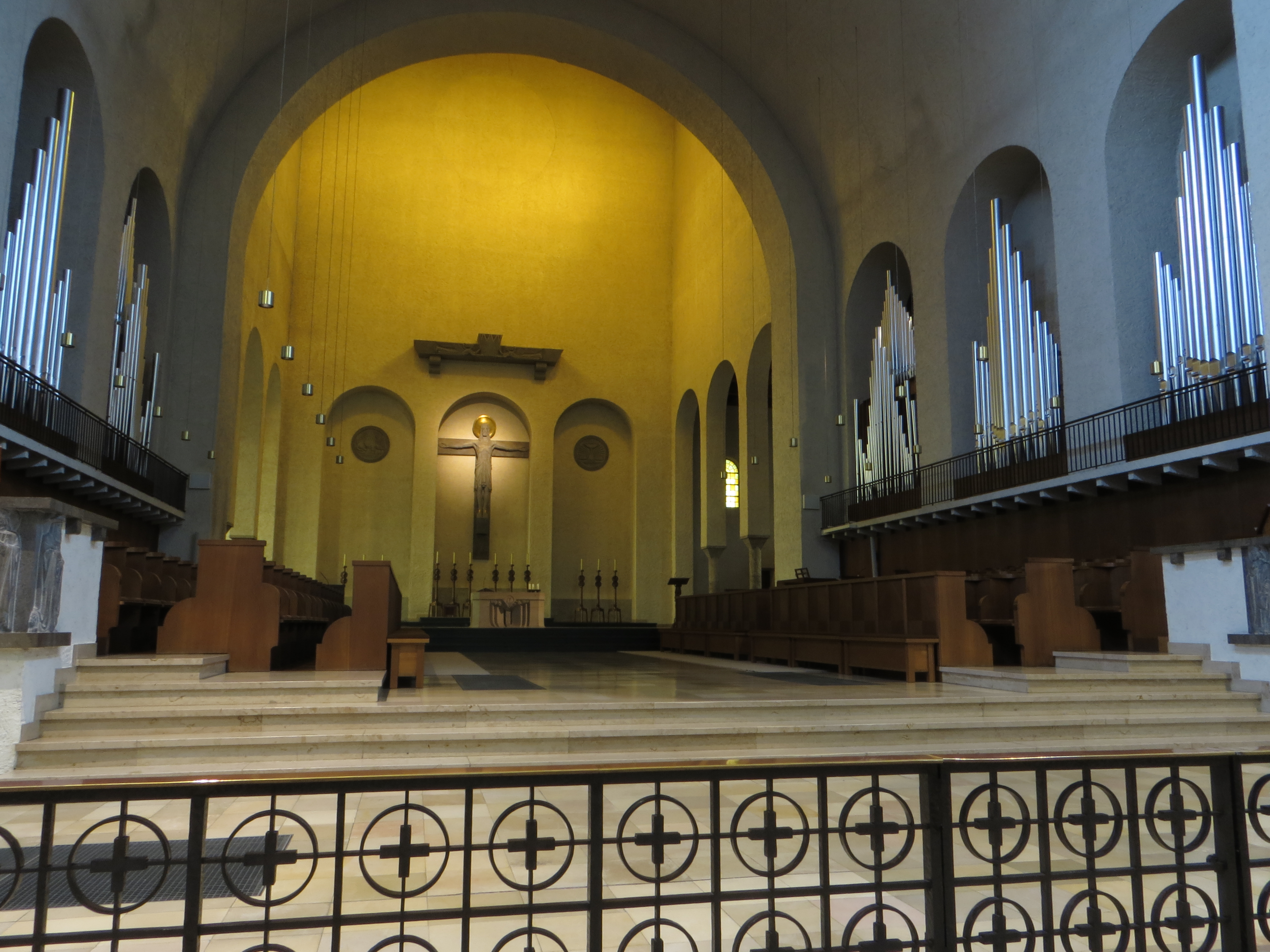
Chorgestühl in der Abtei Münsterschwarzach, der Ort für das Stundengebet.

Der Münsterschwarzacher Psalter ist eine Übersetzung der Psalmen aus dem Bibelhebräischen in modernes Deutsch. Er verbindet die Eignung für den gregorianischen Gesang mit einer grundtextorientierten Übersetzung.

## Entstehung
Psalmen bilden den Kernbestand des klösterlichen Stundengebets. Die Bearbeiter des 1969–1974 (also vor der Einheitsübersetzung) entstandenen Deutschen Antiphonale hatten noch kein Interesse an einer Übersetzung der hebräischen Psalmen; ihnen ging es vor allem um gute Singbarkeit. Sie griffen auf Romano Guardinis Übersetzung des lateinischen Psalters (Psalterium Pianum) zurück.
Als das Antiphonale in den 1990er Jahren nach neuen Erkenntnissen der Gregorianik überarbeitet wurde (Benediktinisches oder Münsterschwarzacher Antiphonale), wurde auch eine neue Psalmenübersetzung gebraucht. Die Psalmen der Einheitsübersetzung galten als schwer singbar. Exegeten und Musiker aus verschiedenen Benediktinerklöstern übersetzten deshalb die Psalmen aus den Urtexten neu; die Redaktion war im Kloster Münsterschwarzach, daher der Name. Neben der Einheitsübersetzung wurde durchgängig verglichen: die Verdeutschung der Schrift (Buber/Rosenzweig), Luthers Biblia Deudsch (1545), die Zürcher Bibel, die Traduction Oecuménique und die Bible de Jérusalem.
Der Arbeitsgruppe gehörten als Musiker Rhabanus Erbacher (Münsterschwarzach) und Roman Hofer (Engelberg) an; Godehard Joppich begleitete die Arbeit zeitweise als Berater. Als Exegeten gehörten zu dieser Arbeitsgruppe: Georg Braulik (Wien), Notker Füglister (Disentis), Pirmin Hugger (Münsterschwarzach) und Willibald Kuhnigk (Nütschau).
Nachdem diese Übersetzung der Psalmen zunächst nur in den vier Bänden des Benediktinischen Antiphonale (1996–1997) in der Anordnung des Stundengebets zu finden war, erwarb sie sich schnell einen so guten Ruf, dass sie 2003 ohne Antiphonen, dafür aber mit den Psalmüberschriften des hebräischen Textes (die im Stundengebet nicht nötig sind) als Lesepsalter vorgelegt wurde.
Etwa gleichzeitig fand in der katholischen Bibelwissenschaft eine Wende von der Psalmenexegese zur Psalterexegese statt, d. h. man betrachtet den Psalter als kunstvolle Komposition und die Einzelpsalmen auf vielfältige Weise zueinander in Beziehung stehend. Der Münsterschwarzacher Psalter ist so urtextnah übersetzt, dass sich viele Beobachtungen der Psalterexegese darin nachvollziehen lassen. Durch die Formgesetze der Gregorianik besitzt er zugleich eine sprachliche Dichte.
Der Münsterschwarzacher Psalter bildet die Textgrundlage für die Psalmodie in beiden Auflagen des Freiburger Kantorenbuch.

## Verwendung
In folgenden Klöstern (Auswahl) werden die Psalmen in der Version des Münsterschwarzacher Psalters im Stundengebet gesungen:
- Benediktinerabtei Disentis
- Benediktinerabtei Dormitio (Jerusalem)
- Benediktinerabtei Engelberg
- Benediktinerabtei Königsmünster (Meschede)
- Benediktinerabtei Kornelimünster (Aachen)
- Benediktinerabtei Münsterschwarzach
- Benediktinerabtei Plankstetten
- Benediktinerabtei Schottenstift (Wien)
- Benediktinerpriorat St. Ansgar (Nütschau)
- Benediktinerinnenabtei Venio (München)
- Benediktinerinnen der Anbetung (teilweise) (Wien)
- Benediktinerinnenabtei Fulda
- Benediktinerinnenpriorat Köln
- Zisterzienserkloster Langwaden
- Zisterzienserinnenabtei Marienkron (Mönchhof)
- Zisterzienserinnenkloster Helfta (Eisleben)
- Communität Casteller Ring

## Zitat
„Ein leitendes Prinzip bei der Übersetzung war die strenge Ausrichtung am hebräischen (masoretischen) Text und der weitgehende Verzicht auf Konjekturen und auf das schnelle Ausweichen zur Septuaginta (wie es in der Einheitsübersetzung zu beobachten ist). Bei allem Bemühen, hart am verbo zu halten, war allerdings auch immer wieder einmal ein Kompromiß nötig (um der Singbarkeit oder der Verstehbarkeit willen, aus Rücksicht auf liturgische und monastische Traditionen oder auf die heute geforderte ‚inklusive Redeweise‘), sodaß auch hier Luthers Eingeständnis gilt, daß wir zu weilen stracks den Worten nach gedolmetschet, zu weilen allein den Sinn gegeben haben.“